# Collegiate (film 1926)
Collegiate è un film muto del 1926 diretto da Del Andrews.

## Produzione
Il film fu prodotto dalla Robertson-Cole Pictures Corporation.

## Distribuzione
Distribuito dalla Film Booking Offices of America (FBO) e presentato da Joseph P. Kennedy, uscì nelle sale cinematografiche USA il 29 agosto 1926.